# Winter X Games XXII
Navigation
Édition précédente Édition suivante
Les Winter X Games XXII (en français : 22e édition des Jeux extrêmes hivernaux) est une compétition sportive annuelle de ski et de snowboard freestyle des X Games, qui s'est déroulée du 25 au 28 janvier 2018 à Aspen, dans l'État du Colorado, aux États-Unis,.

## Palmarès

### Bike Cross et Motoneige
| Épreuves                     | Or              | Argent         | Bronze          |
| ---------------------------- | --------------- | -------------- | --------------- |
| Bike Cross — Élites          | Cody Matechuk   | Brock Hoyer    | Kody Kamm       |
| Motoneige — Speed & Style    | Brett Turcotte  | Levi LaVallee  | Willie Elam     |
| Motoneige — Freestyle        | Brett Turcotte  | Levi LaVallee  | Justin Hoyer    |
| Snow Bike — Ascension        | Travis Whitlock | Logan Cipala   | Austin Cardwell |
| Snow Bike — Meilleure Figure | Rob Adelberg    | Jackson Strong | Robert Haslam   |

### Ski
| Épreuves            | Or             | Argent          | Bronze                |
| ------------------- | -------------- | --------------- | --------------------- |
| Hommes — Big Air    | Henrik Harlaut | Øystein Bråten  | James Woods           |
| Hommes — Slopestyle | Henrik Harlaut | Øystein Bråten  | Andri Ragettli        |
| Hommes — Super Pipe | David Wise     | Alex Ferreira   | Torin Yater-Wallace   |
| Femmes — Big Air    | Sarah Hoefflin | Johanne Killi   | Tess Ledeux           |
| Femmes — Slopestyle | Maggie Voisin  | Isabel Atkin    | Jennie-Lee Burmansson |
| Femmes — Super Pipe | Maddie Bowman  | Brita Sigourney | Cassie Sharpe         |

### Snowboard
| Épreuves                                          | Or                     | Argent                    | Bronze                         |
| ------------------------------------------------- | ---------------------- | ------------------------- | ------------------------------ |
| Hommes — Big Air                                  | Maxence Parrot         | Marcus Kleveland          | Yuki Kadono                    |
| Hommes — Slopestyle                               | Marcus Kleveland       | Darcy Sharpe              | Mark McMorris                  |
| Hommes — Super Pipe                               | Ayumu Hirano           | Scotty James              | Ben Ferguson                   |
| Femmes — Big Air                                  | Anna Gasser            | Reira Iwabuchi            | Jamie Anderson                 |
| Femmes — Slopestyle                               | Jamie Anderson         | Julia Marino              | Enni Rukajärvi                 |
| Femmes — Super Pipe                               | Chloe Kim              | Arielle Gold              | Maddie Mastro                  |
| Slalom Parallèle Unifié — Spécial Jeux Olympiques | Henry Meece Chris Klug | Daina Shilts Hannah Teter | Denisa Trmalova Silje Norendal |

## Tableau des médailles
| Rang               | Nation             | Or | Argent | Bronze | Total |
| ------------------ | ------------------ | -- | ------ | ------ | ----- |
| 1                  | États-Unis         | 7  | 8      | 9      | 24    |
| 2                  | Canada             | 4  | 2      | 2      | 8     |
| 3                  | Suède              | 2  | 0      | 1      | 3     |
| 4                  | Norvège            | 1  | 4      | 1      | 6     |
| 5                  | Australie          | 1  | 2      | 0      | 3     |
| 6                  | Japon              | 1  | 1      | 1      | 3     |
| 7                  | Suisse             | 1  | 0      | 1      | 2     |
| 8                  | Autriche           | 1  | 0      | 0      | 1     |
| 9                  | Grande-Bretagne    | 0  | 1      | 1      | 2     |
| 10                 | Finlande           | 0  | 0      | 1      | 1     |
| 10                 | France             | 0  | 0      | 1      | 1     |
| Total (11 nations) | Total (11 nations) | 18 | 18     | 18     | 54    |